# Аболтиньш, Янис
Я́нис А́болтиньш (латыш. Jānis Āboltiņš; 1943, Рига, Рейхскомиссариат Остланд — 31 июля 2006, Гамбург, Германия) — латвийский экономист и политический деятель. Первый министр экономики Латвийской ССР (1989—1990) и Латвийской Республики (1990—1991). Ректор высшей бизнес школы «Туриба». Доктор экономических наук. Директор Института предпринимательского управления. Восемь лет был членом правления аудиторской компании «Deloitte». Янис Аболтиньш окончил Латвийскую сельскохозяйственную академию и Латвийский университет.
Янис Аболтиньш скончался неожиданно на баскетбольном матче чемпионата мира для пожилых людей в 2006 году.